# Graveyard (canción de Halsey)
«Graveyard» es una canción de la cantante estadounidense Halsey. Se estrenó el 13 de septiembre de 2019, a través de Capitol Records, como el segundo sencillo de su próximo álbum de estudio Manic (2020). La pista fue escrita por Halsey, Amy Allen, Louis Bell, Jonathan Bellion, Mark Williams, Stefan Johnson y Jordan Johnson.

## Antecedentes y lanzamiento
En marzo de 2019, la cantante anunció que su próximo tercer álbum de estudio se lanzaría en 2019, comentando que quiere que sea perfecto. Durante una sesión de preguntas y respuestas el 7 de agosto de 2019 en el Congreso anual del Capitolio, la intérprete declaró que el álbum es «un mundo de fantasía menos distópico» y que refleja su visión actual.  La pista es producida por Louis Bell con quien trabajó anteriormente en «Without Me» en el año 2018.
El 3 de septiembre de 2019, Halsey reveló la portada y la fecha de lanzamiento de «Graveyard» en sus redes sociales. La portada del sencillo muestra a la cantante con un filtro superpuesto rosa y naranja, con la palabras sígueme escritas sobre su cabeza. El anuncio se hizo un día después de que sus fanáticos la interrogaran sobre sus próximos trabajos. La canción se puso previamente a disposición antes de su lanzamiento, para ser reservada en las plataformas de Apple y Spotify. El 11 de septiembre publicó un adelanto en sus redes sociales que contenía una secuencia del video musical, así como una parte de la letra de la canción. Se estrenó el 13 de septiembre de 2019, a través de Capitol Records.
Según Halsey, la canción trata sobre estar enamorado de alguien que está en un mal lugar y amarlo tanto que no te das cuenta de que vas a ir a ese mal lugar junto a él. También se basa en cuidarse a sí mismo en lugar de seguir a los demás.

## Presentaciones en vivo
Halsey interpretó «Graveyard» por primera vez el 11 de septiembre de 2019 en el espectáculo de Rihanna "Savage X Fenty Fashion Show", realizado en el Barclays Center de Brooklyn. Halsey presentó el tema en la ceremonia de los American Music Awards, el 24 de noviembre de 2019.

## Crítica y recepción
Althea Legaspi y Brittany Spanos para la revista Rolling Stone escribieron que el contenido de la canción "se refiere a seguir una relación por un camino oscuro a pesar de las señales de advertencia" y señalaron la "melodía contemplativa de la guitarra".  Rania Aniftos de Billboard se refirió a la canción como una "melodía emocional".  Escribiendo para Idolator , Mike Nied elogió la canción por ser "consciente de sí mismo, vulnerable y muy identificable" y señaló la presencia obvia de Jon Bellion en su producción, calificándola de "una producción pop exuberante".

## Créditos y personal
Créditos adaptados de Tidal y Genius.
- Halsey - vocales
- Louis Bell - producción, ingeniería discográfica, programación, teclados
- Jon Bellion - producción, teclados, programación
- Amy Allen - coros, guitarra
- Mark Williams - producción, guitarra, teclados, programación
- The Monsters and the Strangerz  - producción, ingeniería, teclados, programación
- Chris Gehringer -  ingeniería de masterización
- John Hanes - ingeniería de mezcla
- Serban Ghenea - mezcla

## Posicionamiento en listas
| Listas (2019)                             | Mejor posición |
| ----------------------------------------- | -------------- |
| Australia (ARIA)                          | 24             |
| Bélgica (Ultratop) Flanders               | 7              |
| Bélgica (Ultratop) Wallonia               | 23             |
| Canadá (Canadian Hot 100)                 | 38             |
| Escocia (Official Charts Company)         | 48             |
| Eslovaquia (Singles Digitál Top 100)      | 33             |
| Estados Unidos (Billboard Hot 100)        | 42             |
| Estados Unidos (Adult Top 40)             | 24             |
| Estados Unidos (Dance/Mix Show Airplay)   | 24             |
| Estados Unidos (Mainstream Top 40)        | 15             |
| Estados Unidos (Rolling Stone Top 100)    | 25             |
| Estonia (Eesti Tipp-40)                   | 26             |
| Hungría (Stream Top 40)                   | 24             |
| Irlanda (IRMA)                            | 30             |
| Nueva Zelanda Hot Singles (RMNZ)          | 27             |
| Países Bajos (Single Top 100)             | 60             |
| Portugal (AFP)                            | 75             |
| Reino Unido (UK Singles Chart)            | 29             |
| República Checa (Singles Digitál Top 100) | 36             |
| Singapur (RIAS)                           | 18             |
| Suecia (Sverigetopplistan)                | 95             |
| Suiza (Schweizer Hitparade)               | 75             |

## Certificaciones
| País (organismo certificador) | Certificación | Unidades certificadas |
| ----------------------------- | ------------- | --------------------- |
| Australia (ARIA)              | Oro           | 35 000                |
| Canadá (Music Canada)         | Oro           | 40 000                |

## Historial de lanzamiento
| País           | Fecha                    | Formato                      | Discográfica    | Ref    |
| -------------- | ------------------------ | ---------------------------- | --------------- | ------ |
| Varios         | 13 de septiembre de 2019 | Descarga digital y Streaming | Capitol Records | [ 48 ] |
| Australia      | 13 de septiembre de 2019 | Contemporary hit radio       | Capitol Records | [ 49 ] |
| Reino Unido    | 14 de septiembre de 2019 | Contemporary hit radio       | Capitol Records | [ 50 ] |
| Estados Unidos | 17 de septiembre de 2019 | Contemporary hit radio       | Capitol Records | [ 51 ] |
| Estados Unidos | 30 de septiembre de 2019 | Hot adult contemporary       | Capitol Records | [ 52 ] |